# Erhard Bodenschatz
Erhard Bodenschatz (1576—1636) var en tysk gejstlig og musiker. 
Bodenschatz var kantor i Schulpforta til 1603 og siden præst i den sachsiske by Osterhausen. Han har navnlig gjort sig kendt ved sit store værk Florilegium Portense (Leipzig, 1. del 1603, 2. del 1621), hvori er optaget henholdsvis 115 og 150
flerstemmige motetter af forskellige komponister.

## Værker
- Das schöne und geistreiche Magnificat der hochgelobten Jungfrawen Mariae (1599)
- Psalterium Davidis, Iuxta Translationem Veterem, una cum Canticis, Hymnis, & Orationibus Ecclesiasticis (1607)
- Harmoniae Angelicae Cantionum Ecclesiasticarum, Das ist Englische frewdenLieder und geistliche KirchenPsalmen D. Martini Lutheri und anderer frommen gottseligen Christen (1608)
- Bicinia XC selectiss., composita in usum scholasticae juventutis (1615)